# North Hodge
North Hodge és una població dels Estats Units a l'estat de Louisiana. Segons el cens del 2000 tenia 436 habitants.

## Demografia
Segons el cens del 2000, North Hodge tenia 436 habitants, 172 habitatges, i 116 famílies. La densitat de població era de 251,3 habitants/km².
Dels 172 habitatges en un 36,6% hi vivien nens de menys de 18 anys, en un 51,7% hi vivien parelles casades, en un 13,4% dones solteres, i en un 32% no eren unitats familiars. En el 26,2% dels habitatges hi vivien persones soles el 12,8% de les quals corresponia a persones de 65 anys o més que vivien soles. El nombre mitjà de persones vivint en cada habitatge era de 2,53 i el nombre mitjà de persones que vivien en cada família era de 3,09.
Per edats la població es repartia de la següent manera: un 28,2% tenia menys de 18 anys, un 11,7% entre 18 i 24, un 27,5% entre 25 i 44, un 19,3% de 45 a 60 i un 13,3% 65 anys o més.
L'edat mediana era de 34 anys. Per cada 100 dones de 18 o més anys hi havia 84,1 homes.
La renda mediana per habitatge era de 21.563 $ i la renda mediana per família de 27.083 $. Els homes tenien una renda mediana de 28.625 $ mentre que les dones 13.000 $. La renda per capita de la població era de 10.934 $. Entorn del 26,3% de les famílies i el 28,5% de la població estaven per davall del llindar de pobresa.

## Poblacions més properes
El següent diagrama mostra les poblacions més properes.